# 肯諾拉
肯諾拉是加拿大安大略省北部肯諾拉區的一座城市，為該區的行政中心，坐落伍兹湖北岸，離緬尼吐巴省省府溫尼伯以東約200（120英里）。據2011年加拿大人口普查所示，肯諾拉市內人口為15348人。

## 歷史
伍兹湖北端的原住民將此地稱為“Wauzhushk Onigum”，意即“通往麝鼠鄉郊的陸上運輸線”（“portage to the country of the muskrat”）。法裔探索家皮耶·拉維倫德萊（Pierre La Vérendrye）於1732年在現肯諾拉以南接近美加邊境一帶設立皮毛交易站，並名為聖夏爾堡（Fort St. Charles）。隨著法國在七年戰爭中敗於英國，新法蘭西於1763年割讓予英國，而聖夏爾堡亦於同年停止運作。
18世紀末期，哈德遜灣公司和西北公司在此帶展開皮毛交易，兩間公司競爭激烈，但兩者後於1821年合併。哈德遜灣公司於1836年在伍兹湖中的老堡壘島（Old Fort Island）設立皮毛交易站，以當地原住民地名的英語翻譯再縮短成“拉特波蒂奇”（Rat Portage）為名。交易站於1861年從老堡壘島遷至大陸，但保留名稱為拉特波蒂奇，而一個聚落亦圍繞著交易站而成。
1870至80年代，安大略省和緬尼吐巴省就伍兹湖北端一帶的土地誰屬出現紛爭。兩省在拉特波蒂奇各自設立監獄，又各自分發區内的採礦和伐木牌照。緬尼吐巴省於1882年將拉特波蒂奇正式建制為鎮，而鎮内居民則於1883年9月28日同時參與安大略省議會和緬尼吐巴省議會選舉。英國樞密院終在1884年裁定該帶隸屬安大略省，而裁決則於1889年正式生效，該帶自此歸安省管轄。
鎮内部分居民認為鎮名中的一詞（意譯即“老鼠”）不利該鎮形象，因此發起為該鎮更名。新鎮名肯諾拉於1905年生效，來自附近鎮區基瓦丁（Keewatin）和諾曼（Norman）以及原有鎮名拉特波蒂奇（Rat Portage）三個名稱的首兩個字母。
肯諾拉鎮於2000年與基瓦丁鎮和傑弗里-梅利克鎮（Jaffray-Melick）合併成新的肯諾拉市。

## 交通
安大略17號省道（橫加公路）為肯諾拉市的主要幹道，向東通往雷灣，向西直達緬尼吐巴省邊界並在此駁上緬尼吐巴1號省道通往溫尼伯。17A省道則從北部繞過肯諾拉市中心，並於兩端駁上17號省道。658號省道南端在肯諾拉與17A省道交匯，北達里迪特（Redditt）。
市內的巴士服務由市營的肯諾拉交通局營運。維亞鐵路的客運列車服務在肯諾拉以北約20公里的里迪特停靠。航空交通方面，肯諾拉機場（Kenora Airport，IATA代碼：YQK，ICAO代碼：CYQK）提供航線來往雷灣和安省北部其他鄉鎮，以及溫尼伯。

## 外部連結
- 维基共享资源上的相關多媒體資源：肯諾拉
- （英文）Kenora.ca - City Of Kenora （页面存档备份，存于）－肯諾拉市政府官方網站